# Sân bay Kerman
Sân bay Kerman (IATA: KER, ICAO: OIKK) là một sân bay tại Kerman, Iran. Sân bay này có 2 đường băng bề mặt asphalt.

## Các hãng hàng không và các tuyến điểm
Hiện đang có các hãng hàng không sau hoạt động tại sân bay này:
- Iran Air (Isfahan, Tehran-Mahrabad, Zahedan)
- Mahan Air (Kish Island, Mashad, Tehran-Mahrabad)